# 国家・地域に関する世界一の一覧
国家・地域に関する世界一の一覧（こっかちいきにかんするせかいいちのいちらん）は、世界の国家または地域ごとの世界で一番や一位の一覧。

## 国家・地域に関する統計

### アジア
中国
- 世界一人口の多い国。13億9538万人（2019年）
- 世界一エネルギー消費量の多い国。石油換算28億5000万トン。世界の22.4%（2013年）[1]
- 世界一エネルギー生産量の多い国。発電量は11億4000万キロワット世界の20.3%（2010年）[2]
- 世界一二酸化炭素排出量の多い国。100億トン（2015年）[3]
- 世界一原油（石油）の輸入量の多い国。日量630万バレル（2013年）[4]
- 世界一風力発電の総出力が多い国。6000万キロワット（2011年）[5]
- 世界一インターネット利用者数の多い国。ブロードバンドユーザーは1億7200万、モバイル通信ユーザーは7億5100万でそれぞれ世界一。（2013年）[6]
- 世界一マネーサプライ額の大きい国。1432兆円（2012年）[7]
- 世界一社債発行額の大きい国。14兆ドル（2013年）[8]
- 世界一電子商取引規模の大きい国。10兆元。世界一ネット小売額の大きい国。1兆8000億元（2013年）[9]
- 世界一オンラインショッピング利用率の高い国。（2013年）[10]
- 世界一貿易額の多い国。3兆8700億米ドル（2013年）[11]
- 世界一貿易輸出額の多い国（2012年）[12]
- 世界一機械・電気製品の輸出量・輸入量が多い国。輸出入額1兆5900億ドル、輸出額9334億ドル（2010年）[13]
- 世界一工作機械の生産台数が多い国。4000億元（約5兆2285億円）[14]
- 世界一工作機械の消費額が大きい国[15]。
- 世界一建設機械の生産額が大きい国。500億米ドル（2013年）[16]
- 世界一農業機械の生産台数が多い国。3382億元（約4兆9911億円）[17]
- 世界一産業用ロボット（マニピュレータのみ）稼働台数の多い国。29万5829台（2017年）
- 世界一産業用ロボットの購入数の大きい国。36,560台（2013年）[18]
- 世界一自動車の生産台数が多い国。1927万1800台（2013年）[6]
- 世界一自動車（新車）の販売台数が多い国。1700万台（2010年）[19]
- 世界一中古自動車の販売台数が多い国。（2012年）[20]
- 世界一造船量の多い国。404万積載重量トン。6012万トン。世界総生産の40%（2013年）[21]
- 世界一銑鉄の生産量が多い国。6億5800万トン。世界総生産量の59%（2013年）[6]
- 世界一粗鋼の生産量が多い国。7億1700万トン。世界総生産量の46.3%（2013年）[6]
- 世界一石炭の生産量が多い国。36億6000万トン。世界総生産量の50%（2013年）[6]
- 世界一金の産出量が多い国。400万トン（2012年）[22]
- 世界一鉄鉱石の輸入量が多い国。7億7800万トン（2011年）[23]
- 世界一アルミニウムの電解生産量が多い国。1988万3000トン。世界総生産量の65%（2013年）[6]
- 世界一コンクリートの生産量が多い国。21億8400万トン。世界総生産量の60%（2013年）[6]
- 世界一パソコンの生産台数が多い国。世界の90%（2011年）[24]
- 世界一パソコンの販売台数が多い国。6900万台（2012年）[25]
- 世界一スマートフォンの生産台数が多い国。2億2400万台（2012年）[26]
- 世界一スマートフォンの販売台数が多い国。四半期で2390万台（2011年）[27]
- 世界一スマートフォン（およびスマートデバイス）販売数の多い国。2億4600万台（2012年）[28]
- 世界一4G対応スマートフォン（およびスマートデバイス）所有数の多い国。（2014年）[29]
- 世界一携帯電話の生産台数が多い国。世界の7割（2010年）[30]
- 世界一携帯電話の出荷台数および販売金額が多い国。4億2980万台、872億ドル（2014年）[31]
- 世界一CDMA式携帯電話の販売台数が多い国。7200万台（2012年）[32]
- 世界一家電の生産台数が多い国。エアコンおよび小型家電は世界の8割以上、テレビ・冷蔵庫・洗濯機は7割以上（2010年）[33]
- 世界一カラーテレビの出荷量が多い国。世界総出荷量の48.8%（2013年）[6]
- 世界一半導体材料の消費額が多い国。（2012年）[34]
- 世界一太陽電池の販売額が多い国。（2013年）[35]
- 世界一電子情報機器の生産額が多い国。12兆4000億元（2013年）[36]
- 世界一集積回路の出荷量が多い国。世界総出荷量の90%（2013年）[6]
- 世界一化学繊維の生産量が多い国。7939万トン。世界総生産量の70%（2013年）[6]
- 世界一小型武器の輸出額が大きい国。（2013年）[37]
- 世界一ウォーターサーバの生産数が多い国。3500万台（2012年）[38]
- 世界一農作物生産量の大きい国。2080億ドル（2011年）
- 世界一木材の消費・輸出・輸入量が多い国。（2011年）[39]
- 世界一タバコの生産量および消費量が多い国。（2011年）[40]
- 世界一お茶の生産量が多い国。147万トン（2010年）[41]
- 世界一ビールの生産量が多い国。世界の総生産量の25% （2011年）[42]
- 世界一赤ワインの消費量が多い国。18億6500万ボトル（2013年）[43]
- 世界一肥料消費量の多い国。5084万3000トン（2008年）[44]
- 世界一化学肥料の生産量が多い国。6840万トン。世界総生産量の35%（2013年）[6]
- 世界一米の生産量（モミ量）の多い国。1億8545万4000トン（2006年）[45]
- 世界一米の輸入量の多い国。340万トン（2012年）[46]
- 世界一小麦の生産量の多い国。1億1495万トン（2009年）[47]
- 世界一大豆の輸入量の多い国。5000万トン（2011年）[48]
- 世界一蜂蜜の輸出量が多い国。１１万トン（2013年）[49]
- 世界一羊の頭数の多い国。1億7088万2000頭（2006年4月）
- 世界一兵力を保持している国。230万人（2012年）[50]
- 世界一軍艦を保持している国。1088隻（2012年）[50]
- 世界一広い時差がない国家（公式には）。実際はウイグルには非公式な現地時間がある。
- 世界一高速鉄道（250km/h以上）の営業距離が長い国。6552km（2011年）[51]
- 世界一美術品（芸術品）市場の取引額の大きい国[52]。
- 世界一海外旅行支出額が多い国。1175億ドル（2013年）[53]
- 世界一特許出願件数が多い国。52万6412件（2011年）[54]
- 世界一学術研究所および研究者の多い国。3775箇所、5000万人。（2009年）[6]

 インド
- 世界一人口の多い民主政国家（但し社会主義体制であると憲法に明記されている）。有権者が8億1400万人（2014年）[55]
- 世界一兵器を輸入している国。世界全体の兵器輸入量のうち14%（2013年）[56]
- 世界一米の輸出量が多い国。850万トン（2013年）[57]
- 世界一バナナの生産量の多い国。2622万トン（2008年）[58]
- 世界一中小企業の所在数が多い国。4,880万社（2012年）[59]
- 世界一トラクターの生産台数が多い国。
- 世界一バイクの販売台数が多い国。約1400万台（2012年）
- 世界一推計HIV感染者の多い国。
- 世界一映画製作本数と映画館観客総数が多い国。

 日本
- 世界一寿命が長い国（85歳）。
  - 平均寿命：男性81.64年（2位）、女性87.74年（1位）、2020年[60]。
- 世界一経済の複雑性が高い国（1984年から2021年現在まで）。
- 世界一トンボの多い国。196種類（国土面積比に対し種類も数も世界一）
- 世界一葬儀費用が高額な国 - 230万円[61][62]。
- 世界一火葬率が高い国。97-98%
- 現存する創業200年以上の企業が最も多い国（2020年）[63]。

 韓国
- 世界一平均労働時間の長い国。2090時間（2012年）[64]
- 世界一二次電池の生産数の多い国。世界シェア46%（2012年）。
- 世界一携帯電話出荷量が多い国（2013年）[64]。
- 世界一光ファイバ比率が高い国（2013年）[65]。
- 世界一ブロードバンド普及率の高い国。53%（2012年）[66]
- 世界一ブロードバンド平均接続速度が速い国。15.7Mbps（2012年）[66]
- 世界一第3世代携帯の比率が高い国。99.3%（2010年）[67]。
- 世界一合計特殊出生率が低い国（0.84、2020年）。
- 世界一出生率が低い国（5.3、2020年）。

 北朝鮮
- 世界一潜水艦の保有台数が多い国。78隻（2014年）[68]

 インドネシア
- 世界一島嶼の数が多い国（13,466）。
- 世界一パーム油の生産量・輸出量が多い国。世界生産の5割以上（2012年）[69]

 シンガポール
- 世界一スマートフォンの普及率が高い国。（2013年）[70]

 香港
- 世界一女性の平均寿命の高い地域。86.7歳。（2012年）[60]

 サウジアラビア
- 原油輸出量が世界一多い国。3億3300万トン（2005年）
- 液体燃料生産が世界一多い国。（2013年）[71]
- 酒の規制が世界一厳しい国。アルコール飲料の飲酒・所持・国内持込は全面禁止。外国人への特例もなし。
- 王族の数が世界一多い国。
- 世界一携帯電話普及率の高い国。187.86%（2010年。国民の9割近くが2台持っている計算）[72]

 アラブ首長国連邦
- 世界一国の人口増加率の高い国。4.4%（2005年）

 イラン
- 世界一天然ガス埋蔵量の多い国。33兆6000億m3（2012年）[73]

 カタール
- 世界一1人あたりのGDP（購買力平価）の高い国。（2010年）[74]
- 世界一1人あたりのエネルギー消費量の多い国。2万8262キログラム（2002年）

 イエメン
- 世界一合計特殊出生率が高い国。7.6人。

 パレスチナ
- 世界一難民の出身の多い国・地域。478万2570人（2006年）

### ヨーロッパ
ロシア
- 世界一国土面積が広い国。1,710万平方キロメートル（2006年）
- 世界一広い時差、タイムゾーンを持つ国。
- 世界一人工衛星を保持している国。3146機（2003年）
- 世界一ロケットの打ち上げ回数が多い国。1507回（2007年）
- 世界一 原油生産量の多い国。1027万バーレル（2010年）[75]
- 世界一 シェールオイルの埋蔵量の多い国。750億バレル（2013年）[76]
- 世界一ダイヤモンドの産出量の多い国。3830万カラット（2007年）[77]

 マルタ騎士団
- 領土がない、世界で唯一の国。イタリア国内に所有する本部ビルの建物内は、イタリア政府から治外法権を認められている。ロシアなど96ヶ国が国として承認しているが国連ではオブザーバー参加（NGO扱い）。

 バチカン
- 世界一国土面積が小さい国。約0.44km²。
- 世界一人口が少ない国。819人（2014年）。

 ルクセンブルク
- 世界一1人あたりのGDP（為替レート）の高い国。10万8832ドル（2010年）
- 世界一1人あたりの国民総所得 (GNI) の多い国。5万9550ドル。（2010年）
- 世界一1人あたりの途上国援助の多い国。448ドル。（2003年 - 2004年）
- 世界一1人あたりのワイン消費量の多い国。63.5リットル。（2004年）
- 世界一1人あたりのコーヒー消費量の多い国。1日平均7.79杯。

 ドイツ
- 世界一エネルギー効率が高い国。（2014年）[78]
- 世界一 紙・ボール紙のリサイクル率が高い国。70%（2002年）

 フランス
- 世界一観光入国者数が多い国。
- 世界一ワインの生産量が多い国（少なくとも21世紀になってから2007年まではフランスが世界一。過去にイタリアの方が多かったこともある）。
- 世界一ワインの輸出額（金額ベース）が多い国。
- 世界一自動車の輸出台数の多い国。388万3213台（2009年）[79]

 イタリア
- 世界一世界遺産登録が多い国。フィレンツェ、ナポリなど50ヶ所（2013年）[80]

 オランダ
- 世界一トマトの輸出額が大きい国。18億ドル（2013年）[81]
- 平均身長が世界一高い国[82]。

 スイス
- 世界一の資産管理拠点。オフショア資金の集積地[83]。
- 世界一1人当たりの平均資産額が高い国。20万7393ユーロ（2010年）[84]

 モナコ
- 世界一人口密度が大きい国。16,000人/km2[85]。
- 世界一小さい君主制国家。

 アイルランド
- 世界一リサイクル率が高い国。78%（2013年）[86]

 イギリス
- 世界一領土が広い王国（グレートブリテン島とアイルランド島北部のみならず、カナダ、オーストラリア、ニュージーランドもイギリス国王を戴く領土。本土以外の各植民地には国王を代理する総督が置かれている）。

### 北アメリカ
アメリカ合衆国
- 世界一GDP の高い国。14兆6578億ドル（2010年）
- 世界一国民総所得 (GNI) の高い国。15兆971億ドル（2010年）
- 世界一貿易輸入額の多い国。2兆2659億ドル（2011年）[56]
- 世界一国内市場規模が大きい国。（2010年）
- 世界一国内小売市場規模が大きい国。（2011年）[87]
- 世界一電子商品市場規模の大きい国。（2012年）[88]
- 世界一石油・天然ガスの生産量の多い国。（2013年）[89]
- 世界一原油（石油）の消費量の多い国。1888万バレル（2013年）[90]
- 世界一鉄道の営業キロの長い国。22万8513km（2010年）
- 世界一農作物輸出量の大きい国。1448億ドル（2011年）[91]
- 世界一高級車の販売台数が多い国。（2012年）[92]
- 世界一兵器を輸出している国。世界全体の兵器輸出量のうち29%（2013年）[56]
- 世界一3Dプリンタの市場規模が大きい国。（2013年）[93]
- 世界一ホテルの客室数が多い国[94]。
- 世界一途上国援助総額の多い国。2兆7457億ドル（2005年）
- 世界一国連分担金の多い国。45億3300万ドル（2007年）
- 世界一国外滞在日本人の多い国。37万0386人（2007年）
- 世界一銃犯罪発生率の高い国。（2011年）[95]
- 世界一スパム、フィッシング詐欺、およびウイルス添付ファイルの発信数が多い国。（2012年）[96]
- 世界一映画の興行収入が多い国。（2012年）[97]
- 世界一ワインの消費量が多い国。（2013年）[43]
- 世界一オリンピックのメダル獲得数が多い国。2306個（2004年）
- 世界一ノーベル賞の獲得数が多い国。853個（2011年）
- 世界一軍事費の多い国。3224億ドル（2004年）
- 世界一宇宙飛行士の多い国。262人（2002年）
- 世界一原発の稼働数の多い国。104基（2011年）
- 世界一ユニークIPアドレスの普及数が多い国。1億4646万アドレス（2012年）[66]
- 世界一スポーツジムの多い国。1億4646万アドレス（2013年）[98]

 メキシコ
- 世界一1人あたりの鶏卵の消費量が多い国（統計の取られている主要国の中で）[99]。

### 南アメリカ
エクアドル
- 世界一絶滅危惧生物（動物＋植物）の種類の多い国。2211種（2010年）[100]

 グレナダ
- 世界一消費税率の高い国。27.5%（2005年3月）

 ボリビア
- 世界一首都の標高が高い国。事実上の首都ラパスの海抜3,600m。

 ブラジル
- 世界一大豆の生産量・輸出量が高い国[101]。
- 世界一コーヒー生豆の輸出量が高い国[101]。
- 世界一オレンジ果汁の輸出量が高い国[101]。
- 世界一砂糖の輸出量が高い国[101]。

### アフリカ
コートジボワール
- 世界一チョコレートなどの原料になるカカオ豆の生産量の多い国。122万トン（2010年）[102]

 ジンバブエ
- 世界一平均寿命の短い国。36歳（2004年）

## その他の統計

### 連邦
イギリス連邦
- 世界最大の連邦。

### 国境
詳細は「陸上国境の長さの一覧#最長・最短」を参照
- カザフスタンと ロシアの間の国境
  - 世界一長い国境線。6,846km。
- フィンランド（オーランド諸島）と スウェーデンの間の国境
  - 世界一短い国境線。55m。

### 国歌
- 自由への賛歌
  - 世界一長い国歌。ギリシャおよびキプロス国歌。158番。
- 君が代
  - （歌詞がある国歌の中で）世界一歌詞の短い国歌。五七調の和歌が元で、平仮名で32文字。

### 憲法
- インドの憲法 - 世界一長い憲法典。300条以上。
- イギリスの憲法 - 世界一短い憲法典。複数の法律で構成されていて、「憲法」としての条文なし。
  - 権利の章典が制定当時から有効で、成文憲法は必要とされていない。

※ サウジアラビアにも憲法はないが、こちらはクルアーンを根幹とし勅令が法となる絶対君主制のため。

### 領土問題
- ジブラルタル- 世界一長く続いた領土問題を抱える地域[103]。

### 文字数
- 日本 - 英語表記で世界一国名の短い国。「Japan」の5文字。
  - ニウエを国と見なすなら、「Niue」の4文字が最も短い。
  - Cuba、Chad、Togo、Mali、Oman、Peru、Laosは正式名称ではない（「共和国」などが付く）。
- 日本、カナダ - 漢字表記で世界一国名の短い国。正式名称の「日本国」、「加奈陀」で漢字3文字。
- カナダ、ツバル - 仮名表記で世界一国名の短い国。3文字。
- バンコク - 世界一長い名称の首都。儀式的正式名称は、クルンテープマハーナコーン ボーウォーンラッタナコーシン マヒンタラーユッタヤーマハーディロック ポップノッパラット ラーチャターニーブリーロム ウドムラーチャニウェート マハーサターン アモーンピマーン アワターンサティット サッカタッティヤウィッサヌカムプラシット(125文字)である。ただし行政上の正式名称はクルンテープマハーナコーン。普段はクルンテープ及びバンコクと呼ばれる。タイの首都。これは、地名としても世界最長である。
  - スリジャヤワルダナプラコッテ(14文字) - 通称等のない、世界一長い名称の首都。スリランカの首都。